# Aphram Melki
Aphram Melki, född 9 augusti 1959 i Libanon, är en svensk politiker (centerpartist). Han var ordinarie riksdagsledamot 2021–2022, invald för Stockholms läns valkrets.
Melki kandiderade i riksdagsvalet 2018 och blev ersättare. Han utsågs till ny ordinarie riksdagsledamot från och med 1 oktober 2021 sedan Per Lodenius avsagt sig uppdraget.
I riksdagen var Melki suppleant i skatteutskottet och socialutskottet.
Han blev utesluten ur Centerpartiet den 20 september 2024.